# Ilex sebertii
Ilex sebertii är en järneksväxtart som beskrevs av Panch. Ilex sebertii ingår i släktet järnekar, och familjen järneksväxter. Inga underarter finns listade i Catalogue of Life.